# A.P. Møller-Mærsk Group

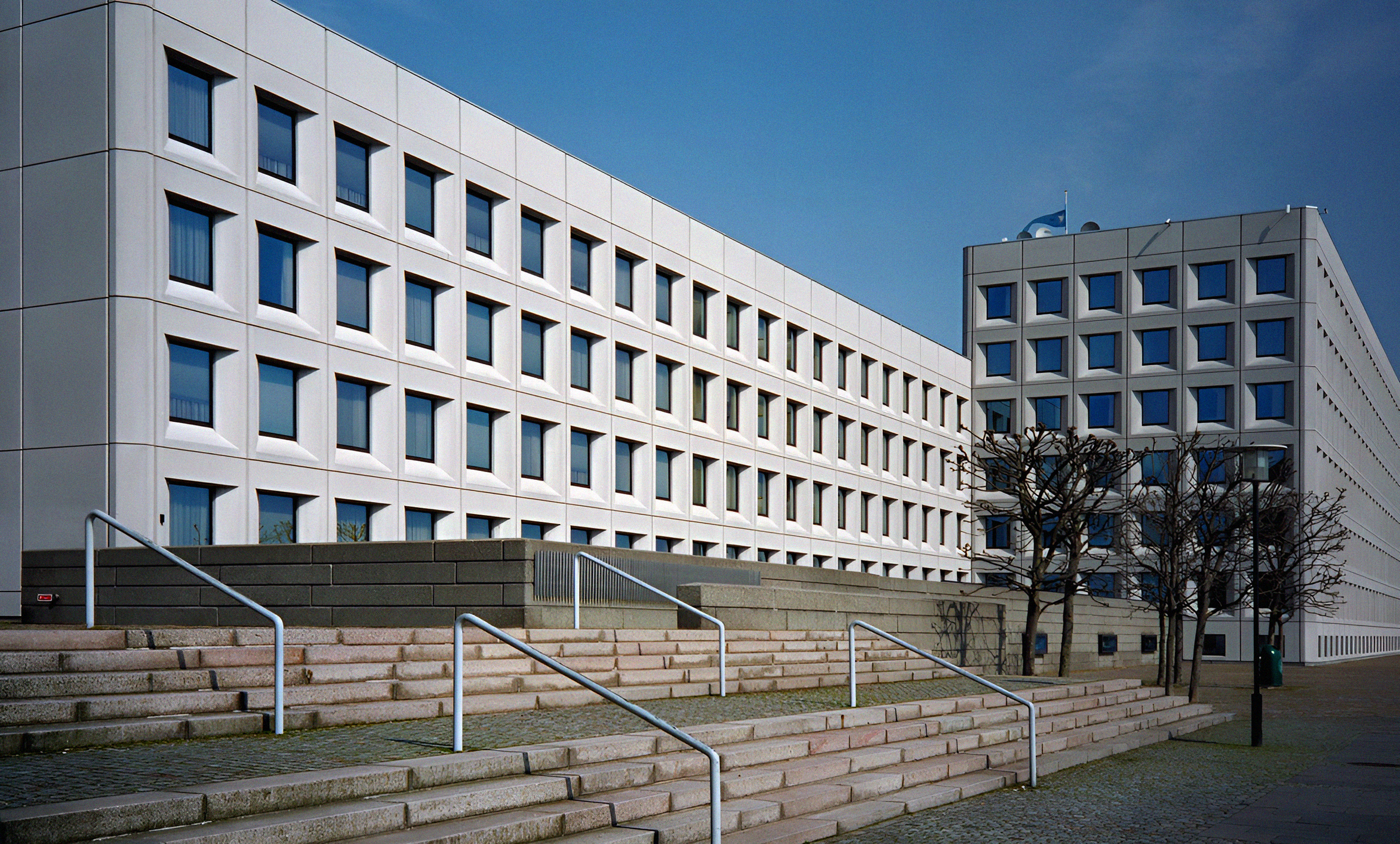
Maersk hoofdkantoor in Kopenhagen 2000.

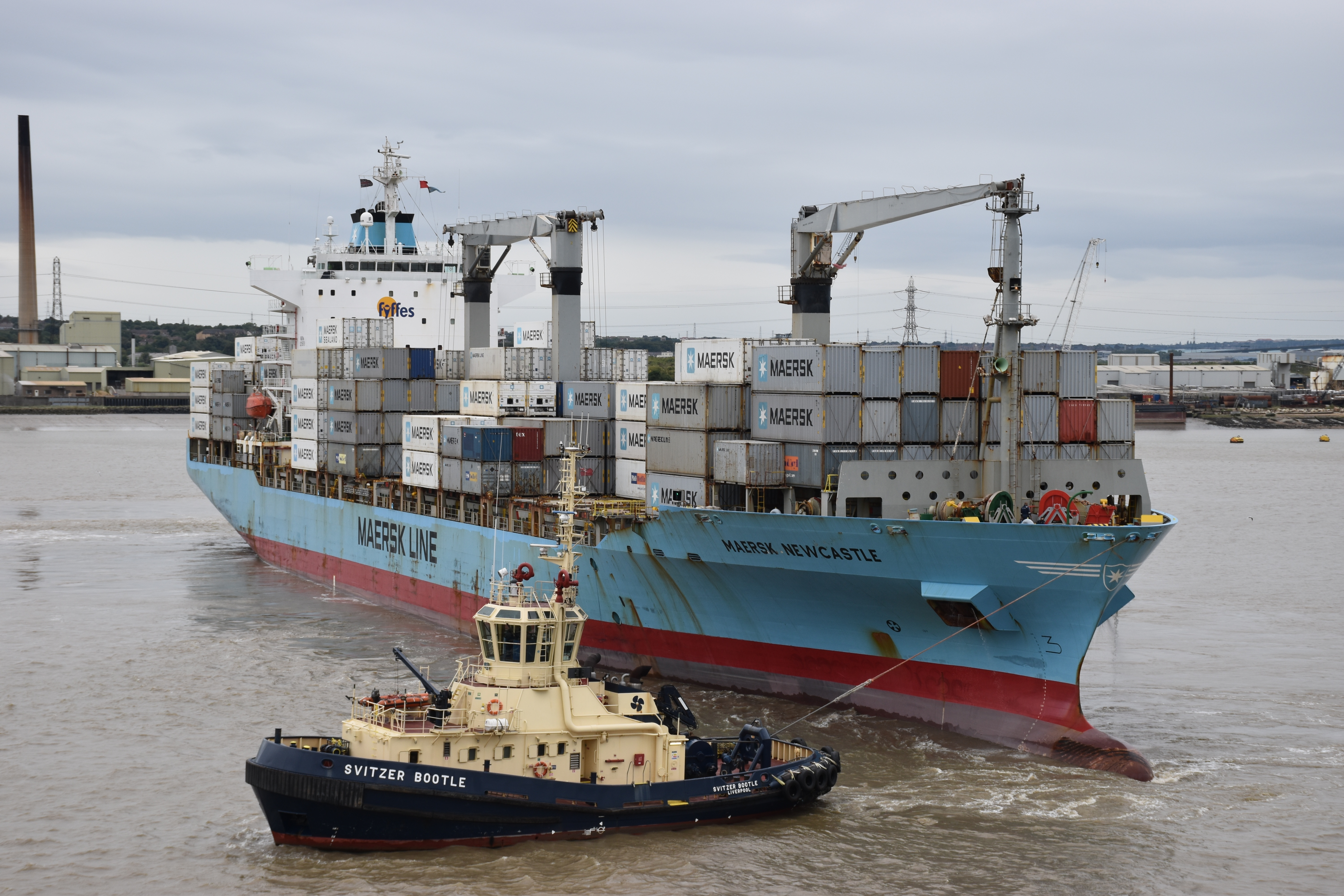
Svitzer Bootle assisteert de Maersk Newcastle op de Theems

De A.P. Møller-Mærsk Group, ook bekend als kortweg Maersk, is een Deense multinationale onderneming. Het is een conglomeraat van bedrijven die vooral in de transportsector actief zijn. Het bekendste onderdeel is Maersk Line, tot begin 2022 de grootste container-rederij ter wereld, sinds 2022 nummer twee achter MSC. In 2018 had Maersk Line 611 schepen met een totale capaciteit van 3,5 miljoen standaardcontainers; ongeveer 19% van het wereldtotaal. Het logo van Maersk is een witte zevenpuntige ster op een blauwe achtergrond. Het bedrijf werd opgericht door Peter Mærsk Møller en zijn zoon Arnold Peter Møller.

## Activiteiten
De Maersk Group is het grootste bedrijf in Denemarken. In 2024 behaalde het concern een omzet van US$ 55 miljard en telde het ruim 100.000 medewerkers. Het bedrijf heeft drie grote bedrijfsonderdelen:
- Ocean: houdt zich vooral bezig met het zeetransport van containers. Het beschikt over een grote vloot van 700 schepen, waarvan ongeveer de helft in eigendom zoals de Emma Maersk en de nieuwere Maersk triple-E schepen. Zo'n 25 miljoen TEU worden op jaarbasis met schepen van de rederij getransporteerd. Vanaf februari 2025 gaan Maersk en Hapag-Lloyd samenwerken in een nieuwe alliantie onder de naam Gemini.[4]
- Terminals: Deze activiteit is nauw gerelateerd met die van Ocean. Er zijn 53 terminals voor de overslag van containers in 28 landen. De terminals zijn of in eigendom, en zijn actief onder de merknaam APM Terminals, of Maersk is een partner in een joint venture. In Rotterdam is APM Terminals MV2 op de Tweede Maasvlakte een grote terminal. In 2024 werden ruim 13 miljoen containers behandeld waarvan twee derde voor derden.
- Logistics & Services: Deze groep levert logistieke diensten aan veel klanten, dit betreft het transport en aanverwante diensten van goederen over zee, met vliegtuigen en over de weg.

Manfacturing & Others is de kleinste activiteit met Maersk Supply Service. Deze heeft een vloot van bevoorradingsschepen voor de offshore energiesector, waarvan de groep afscheid wil nemen. Verder is Maersk Container Industry, een fabrikant van koelcontainers in China, onderdeel van dit bedrijfsonderdeel.
De aandelen van Maersk staan genoteerd aan de Beurs van Kopenhagen. Er zijn twee soorten aandelen, B-aandelen zonder stemrecht en A-aandelen waarbij ieder aandeel recht geeft op twee stemmen. Familie van de oprichter heeft nog steeds een belangrijke stem in het bedrijf. Per 31 december 2024 had A.P. Møller Holding A/S 41,5% van de aandelen en 51,5% van het stemrecht in handen. Voor A.P. Møller og Hustru Chastine Mc-Kinney Møllers Familiefond zijn de vergelijkbare belangen 9,8% en 14,5% en voor Den A.P. Møllerske Støttefond 4,1% en 6,6% respectievelijk.

### Resultaten
In 2010 behaalde Maersk een winst van 26,5 miljard Deense kronen (circa € 3,55 miljard) op een omzet van 315 miljard kronen. Meer dan de helft van de jaarwinst was afkomstig van de containerrederij Maersk Line.
Het lage nettoresultaat in 2015 was mede een gevolg van de lagere olieprijs waardoor Maersk Oil extra moest afschrijven op de bezittingen. In 2016 volgde een verdere afschrijving op de bezittingen ter waarde van US$ 2,8 miljard. In 2017 zijn de oliebelangen verkocht en dit resulteerde in een daling van de omzet ten opzichte van 2016. De sterke stijging van de omzet in 2018 was het gevolg van de overname van Hamburg Süd. In 2019 werd het resultaat gedrukt door een afwaardering van US$ 0,5 miljard op de bezittingen van Maersk Drilling.
De uitbraak van de coronapandemie leidde tot grote verstoringen in de globale logistieke ketens en een forse stijging van de tarieven. In 2021 was de omzet en resultaat gestegen door de 60% hogere opbrengst per vervoerde container en in 2022 volgde een extra stijging van gemiddeld 40% ondanks het feit dat vanaf augustus 2022 een scherpe daling van de tarieven optrad. In 2023 daalden de containertarieven weer sterk met een forse daling van de omzet en nettoresultaat tot gevolg.
| Jaar | Aantal container- schepen (per jaareinde) | Totale capaciteit (×1000 TEU) | Vervoerde containers (×1000 FFE) | Omzet          | Netto- resultaat |
| Jaar | Aantal container- schepen (per jaareinde) | Totale capaciteit (×1000 TEU) | Vervoerde containers (×1000 FFE) | (×US$ miljoen) | (×US$ miljoen)   |
| ---- | ----------------------------------------- | ----------------------------- | -------------------------------- | -------------- | ---------------- |
| 2010 | 458                                       | -                             | 7300                             |                |                  |
| 2011 | 645                                       | 2521                          | 8111                             | 49.917         | 3377             |
| 2012 | 596                                       | 2625                          | 8493                             | 49.491         | 4038             |
| 2013 | 574                                       | 2631                          | 8839                             | 47.386         | 3777             |
| 2014 | 610                                       | 2946                          | 9442                             | 47.569         | 5195             |
| 2015 | 590                                       | 2962                          | 9522                             | 40.308         | 925              |
| 2016 | 639                                       | 3239                          | 10.415                           | 35.464         | –1897            |
| 2017 | 676                                       | 3564                          | 10.731                           | 30.945         | –1164            |
| 2018 | 710                                       | 4115                          | 13.306                           | 39.019         | 3221             |
| 2019 | 708                                       | 4132                          | 13.296                           | 38.890         | –44              |
| 2020 | 706                                       | 4081                          | 12.634                           | 39.740         | 2900             |
| 2021 | 738                                       | 4171                          | 13.089                           | 61.787         | 18.033           |
| 2022 | 707                                       | 4285                          | 11.924                           | 81.529         | 29.321           |
| 2023 | 672                                       | 4162                          | 11.904                           | 51.065         | 3908             |
| 2024 | 707                                       | 4307                          | 12.338                           | 55.482         | 6232             |

## Geschiedenis
Maersk Group is de laatste jaren bezig de activiteiten te stroomlijnen. In 2011 stootte Maersk de lng-activiteiten af aan Teekay LNG Operating en Marubeni. Met acht lng-tankers hadden de activiteiten een onvoldoende omvang om beduidende invloed te kunnen uitoefenen op de totale ontwikkelingen in dit speciale marktsegment. In 2013 verkocht Maersk Tankers een deel van zijn ruwe-aardolietankervloot aan de Belgische rederij Euronav. Begin 2014 volgde de verkoop van een groot belang in de Deense supermarktketen Dansk Supermarked omdat het niet langer tot de kernactiviteiten van Maersk werd gerekend.
In 2014 sloten Maersk en Mediterranean Shipping Company (MSC) een 10-jarige samenwerkingsovereenkomst, die liep tot 2025. De samenwerking, bekend onder de naam 2M, moest leiden tot een betere benutting van de capaciteit en aanzienlijk lagere kosten. De twee reders deelden alleen scheepsruimte op routes tussen Europa, Azië en Amerika. Beide bedrijven bleven in volledig beheer van hun schepen en voerden ook zelfstandig onderhandelingen met hun klanten. De overeenkomst had bij het begin betrekking op 185 schepen met een gezamenlijke capaciteit van 2,1 miljoen TEU, waarvan Maersk iets meer dan de helft van de totale capaciteit beschikbaar stelde. In januari 2023 besloten de twee rederijen hun samenwerking na tien jaar te staken. Dit betekende het einde van de alliantie in 2025.
In 2017 besloot de groep alle energieactiviteiten af te stoten. In augustus 2017 werd bekend dat het bedrijfsonderdeel Maersk Oil wordt overgenomen door het Franse Total SA. Het onderdeel is sinds de jaren zeventig actief met het winnen van aardolie en aardgas. Het is begonnen in het Deense deel van de Noordzee, maar is verder ook actief geworden in het Verenigd Koninkrijk, Qatar, Brazilië en Kazachstan. Maersk Oil produceert meer dan een half miljoen vaten olie per dag, waarvan ongeveer de helft toekomt aan partners. De overnamesom bedraagt US$ 7,45 miljard (€ 6,35 miljard). De transactie werd in maart 2018 afgerond. In oktober 2017 werd ook de verkoop van Maersk Tankers afgerond. De tankers gaan naar een samenwerkingsverband van de grootaandeelhouder en het Japanse Mitsui & Co.
Op 1 december 2016 werd bekend dat Dr. August Oetker KG haar aandelenbelang in de Duitse rederij Hamburg Süd zal verkopen aan Maersk Line. Door de overname stijgt het wereldmarktaandeel van Maersk Line tot ruim 18% en de vlootcapaciteit tot 3,8 miljoen TEU. Maersk vergroot hiermee de afstand met Mediterranean Shipping Company (MSC), de nummer twee van de wereld. De transactie werd op 1 december 2017 afgerond.
In 2019 werd afscheid genomen van Maersk Drilling. De activiteiten van dit onderdeel begonnen ongeveer gelijk als die van Maersk Oil. Het beschikt over tientallen boorplatformen die vooral geschikt zijn inzet bij projecten in klimatologische uitdagende gebieden of waar de velden in zeer diep water liggen. In april 2019 kreeg dit onderdeel onder een nieuwe naam Drilling Company of 1972 A/S een eigen beursnotering.
Eind 2021 werd de overname van LF Logistics aangekondigd. Mearsk wil de logistiek dienstverlener gevestigd in Hongkong overnemen voor US$ 3,6 miljard. LF Logistics is vooral actief in Azië met ruim 200 vestigingen in 14 landen en telt zo'n 10.000 medewerkers. De acquisitie zal ergens in 2022 worden afgerond. Eerder in 2021 werden al Visible, B2C Europe en Huub overgenomen om het onderdeel Logistics & Services te versterken.
In november 2023 werd een grote ontslagronde aangekondigd. Zo'n 10.000 banen verdwijnen door de daling van het containervervoer als een gevolg van de wereldwijde economische groeivertraging. Hiervan had Maersk er al 6500 banen geschrapt, waardoor het personeelsbestand is gedaald van 110.000 aan het begin van 2023 naar 103.500 in november. In de laatste maanden van 2023 volgt nog een reductie van 2500 banen en in 2024 nog eens 1000.
Eind april 2024 stemden de aandeelhouders in met de afsplitsing van Svitzer. Dit bedrijf heeft op 30 april 2024 een eigen notering gekregen aan de effectenbeurs NASDAQ Copenhagen. In Svitzer zijn de sleepactiviteiten ondergebracht. Het bedrijf blijft onder de oude naam actief met het hoofdkantoor in Kopenhagen. Svitzer was 40 jaar lang een onderdeel van Maersk, in 1979 kocht Maersk een meerderheidsbelang en nam kort daarna de resterende aandelen ook over en werd daarmee enige eigenaar. Svitzer is actief in 37 landen en telde zo'n 4000 medewerkers en 456 schepen in 2023.
Op 3 april 2025 hebben de bestaande eigenaren van de Panamaspoorweg gemaakt dat zij hun aandelen gaan verkopen aan APM Terminals, een dochteronderneming van Mærsk. De overnamesom is niet bekend gemaakt. In 2024, behaalde deze spoorwegmaatschappij een omzet van US$ 77 miljoen en een EBITDA van US$ 36 miljoen. Dit is een zeer bescheiden acquisitie voor Mærsk, maar wel op een bijzonder strategische locatie.

### Maersk Line in Nederland
Maersk is sinds de overname van P&O Nedlloyd ook in Nederland actief. Door de overname van P&O Nedlloyd werd de eerdere vestiging van Maersk in Rhoon gesloten. De werknemers verhuisden naar de Willemswerf aan de Boompjes in Rotterdam, dat tot de herstructurering van begin 2008 het centraal Europees hoofdkantoor vertegenwoordigde, van waaruit onder andere België, Duitsland, IJsland, Nederland, Oostenrijk, Polen, Slowakije, Tsjechië en Zwitserland bediend worden. In Nederland werkten bij Maersk Line en Maersk Logistics ongeveer 1500 mensen.
Een ander belangrijk onderdeel van Maersk in Nederland was de Norfolkline, een bedrijf dat containers en opleggers tussen Groot-Brittannië en het vasteland van Europa vervoert. Medio 2020 werd Norfolkline verkocht aan DFDS. Na de overname had Maersk een belang van zo'n 30% in DFDS. De naam Norfolkline wordt niet langer gebruikt.
In 2008 voerde het bedrijf operatie 'StreamLine' uit, een nieuwe strategie en organisatiestructuur om de markt beter te bedienen. Bedoeling was de handel dichter bij de klant te brengen om daarmee de bureaucratie te verminderen die uit de fusie met P&O Nedlloyd ontstaan was. Deze herstructurering ging gepaard met 15.000 ontslagen wereldwijd.
In 2009 voerde het bedrijf een nieuwe herstructureringsoperatie uit, waarbij verschillende onderdelen in Rotterdam (Boompjes) verder afgeslankt werden. Een deel van de activiteiten zijn naar het hoofdkantoor in Kopenhagen verhuisd, de ship management-activiteiten naar o.a. Singapore en Newcastle. De Nederlandse zeevarenden zijn gevraagd te vertrekken met een vertrekpremie.